# Блискавка Олександр Федорович
Олександр Федорович Блискавка (1905 — ?) — український радянський діяч органів юстиції, голова Верховного Суду УРСР.

## Життєпис
З 1933 по 1937 рік навчався в Харківському державному юридичному інституті. Член ВКП(б).
Із серпня 1937 року — заступник начальника Управління Народного комісаріату юстиції Донецької області та член Донецького (з 1938 року Сталінського) обласного суду.
У 1939 — травні 1945 року — голова Сталінського обласного суду.
У травні — листопаді 1945 року — голова Верховного Суду Української РСР.
У листопаді 1945 — 22 квітня 1947 року — прокурор Сталінської області.
У червні 1947 — квітні 1948 року — заступник начальника Управління Міністерства юстиції по Сталінській області.
У квітні 1948 — січні 1960 року — голова Кам'янець-Подільського (з 1954 року Хмельницького) обласного суду.
У листопаді 1960 — листопаді 1964 року — член Хмельницької обласної колегії адвокатів.
Подальша доля невідома.

## Нагороди
- орден Трудового Червоного Прапора
- медалі